# Viva Polska
Viva Polska – polskojęzyczna stacja telewizyjna o profilu muzycznym należąca do VIMN Polska. Była polską wersją międzynarodowej Vivy.

## Historia
Emisję testową kanału uruchomione w okresie marzec/kwiecień 2000 roku. Emitowano wtedy planszę z logotypem kanału z napisem w dwóch językach: polskim i niemieckim. Tekst mówił: „Już niedługo na tym miejscu” i „Hier gibt's bald”. Zakończono ją w dniu startu nadawania, 10 czerwca 2000 r.
Pierwszym teledyskiem zaprezentowanym na kanale był „A wszystko to... (bo ciebie kocham)” zespołu Ich Troje.
Stację uruchomiono 10 czerwca 2000 roku. Była ona wówczas jedynie stacją muzyczną i przez dłuższy czas taka pozostawała. Od 2 grudnia 2000 do 17 grudnia 2005 na antenie TVN w sobotnie przedpołudnia było nadawane pasmo „Viva Polska!”.
1 stycznia 2002 roku nastąpiła pierwsza zmiana loga kanału. Niebieskie kontury zostały wypełnione i oddzielone od żółtego żeby przypominały trójkąty.
Stację wykupiło Viacom Media Networks w 2004 roku.
1 grudnia 2005 roku z okazji startu VH1 Polska, Viva zmieniła oprawę graficzną i zmodyfikowała swoje logo, ściemniając niebieskie trójkąty i usuwając wypełnienie w żółtym trójkącie, przez co pozostały po nim kontury.
Od 1 grudnia 2005 do 8 grudnia 2013 podczas wybranych pasm muzycznych stacja emitowała gry SMS. Ich poprzednikiem był Get the clip, który został zastąpiony przez gry SMS w wyniku kłopotów technicznych.
17 maja 2006 roku zapowiedziano zmiany w ramówce polegające na rozpoczęciu emisji programów rozrywkowych. Pierwszym z nich był teleturniej interaktywny „Viva Quiz”, który był odtąd nadawany codziennie późnym wieczorem. Program został zakończony już po 2 tygodniach od premiery z powodu niskiej oglądalności i trudności w realizacji programu (Studio programu znajdowało się poza granicami Polski – w Monachium).
Trzecia z kolei zmiana graficzna nastąpiła 22 czerwca 2009 roku, kiedy to na antenie kanału zadebiutowała nowa oprawa graficzna składająca się z kilku podstawowych kolorów (różowy, niebieski, zielony, fioletowy). Zmieniono także sposób wyświetlania logo na ekranie.
W 2010 roku Viva hucznie obchodziła 10-lecie istnienia stacji. 21 lutego 2010 w hali Expo XXI w Warszawie odbyło się rozdanie nagród Viva Comet, a miesiąc później ukazał się oficjalny utwór promujący to święto – Muzyki moc, w którym udział wzięły największe gwiazdy polskiego show-biznesu oraz prezenterzy stacji.
17 lipca 2012 o godz. 6:00 rano stacja zmieniła logo, oprawę graficzną, format obrazu oraz ramówkę. Zrezygnowano między innymi z emisji muzyki, a zastąpiono ją programami rozrywkowymi. Ponadto tego samego dnia przestała być dostępna w systemie FTA i została zakodowana.
Wiosną 2013 roku na antenie stacji ogłoszono casting na „Nową Twarz VIVY” – przez kolejne miesiące ekipa programu „PL Top 10: W Drodze” odwiedzała różne miejsca w Polsce, szukając nowych prezenterów. Odcinki półfinałowe i finałowe, w których uczestnicy wykonywali zadania prezenterskie, nagrywane były w Warszawie, a program wygrali Nina Kozieradzka i Szymon Sokół. W drugiej połowie 2013 roku współprowadzili oni program „In & Out” – jedyny magazyn na antenie VIVY, w którym pojawiali się jeszcze prezenterzy. Wraz z początkiem 2014 roku program zniknął z anteny. Zimą 2014 wprowadzono do ramówki polskie reality-show pokazujące życie Natalii Siwiec oraz zapowiedziano drugą serię serialu „Miłość na bogato”, które były jedynymi produkcjami własnymi na antenie VIVY w tym okresie – każda z nich liczyła 10 odcinków. Nagrania do nowych odcinków „In & Out” ruszyły wiosną, jednak seria liczyła tylko kilka epizodów, a tematyka magazynu miała mniej związku z muzyką, a więcej ze stylem życia młodych kobiet, poradami dotyczącymi wyglądu czy ciekawostkami z dziedziny tańca oraz plotek.
30 kwietnia 2014 r. wszystkie dotychczasowe programy muzyczne (z wyjątkiem notowania Ty wybierasz) zostały zastąpione przez uniwersalne VIVA Sounds oraz VIVA Night Sounds.
Od wakacji 2014 roku na antenie VIVY nie pojawiły się żadne nowe produkcje własne, natomiast ramówka jesienna wypełniona była jedynie powtórkami dotychczasowych programów (zarówno zagranicznych, jak i polskich). Portal Wirtualnemedia.pl poinformował, że wynika to z oszczędności – VIVA zdecydowała się nie kontynuować serialu „Miłość na bogato” czy reality show „Enjoy The View <3 Natalia”. Z ramówki wypadł również magazyn „In & Out”.
2 lutego 2015 r. stacja zmodyfikowała swoją ramówkę poprzez wydłużenie pasma muzycznego do 16 godzin kosztem programów rozrywkowych. Dzień wcześniej także zmodyfikowała swoją playlistę, która opierała się wyłącznie na muzyce tanecznej. Wprowadzono również nowe pasma w miejsce dotychczasowych VIVA Sounds i VIVA Night Sounds.
24 kwietnia 2015 r. w piątki i soboty stacja wydłużyła swoje pasmo muzyczne do 24 godzin, natomiast 1 lipca tego samego roku całkowicie zdjęła pasmo programowe z anteny.
Z powodu malejącej oglądalności kanału, 17 października 2017 r. Viva Polska została zastąpiona przez polską wersję kanału MTV Music.

### Motywy muzyczne użyte w dżinglach
| Data       | Czas trwania | Wykonawca                                    | Tytuł                            |
| ---------- | ------------ | -------------------------------------------- | -------------------------------- |
| 17.07.2012 | 45 dni       | Monika Brodka                                | „Varsovie”                       |
| 27.08.2012 | 33 dni       | Mrozu                                        | „1000 m nad ziemią”              |
| 29.09.2012 | 44 dni       | Honey                                        | „Nie powiem jak”                 |
| 12.11.2012 | 25 dni       | Tomasz Makowiecki                            | „Holidays in Rome”               |
| 07.12.2012 | 26 dni       | Showtek feat. We Are Loud! & Sonny Wilson    | „Booyah”                         |
| 02.01.2013 | 80 dni       | Misia Ff                                     | „Mózg”                           |
| 23.03.2013 | 47 dni       | Adi Kowalski                                 | „Do diabła z miłością”           |
| 09.05.2013 | 226 dni      | Grzegorz Hyży                                | „Na chwilę”                      |
| 21.12.2014 | 43 dni       | Liber & Natalia Szroeder                     | „Teraz ty”                       |
| 02.02.2015 | 123 dni      | Kalwi & Remi feat. Warsaw Shore, Bazz        | „Mama dzwoni”                    |
| 02.06.2015 | 79 dni       | Lost Frequencies                             | „Are you with me (DIMARO Remix)” |
| 20.08.2015 | 78 dni       | Eva Simons feat. Konshens                    | „Policeman”                      |
| 06.11.2015 | 45 dni       | Basto                                        | „Hold you”                       |
| 21.12.2015 | 122 dni      | Hardwell feat. Jake Reese                    | „Mad world”                      |
| 22.04.2016 | 61 dni       | Hardwell feat. Jake Reese                    | „Run wild”                       |
| 23.06.2016 | 150 dni      | Sak Noel & Salvi ft. Sean Paul               | „Trumpets”                       |
| 21.11.2016 | 33 dni       | Rene Rodrigezz & MC Yankoo feat. Merel Koman | „Grand slam”                     |
| 21.12.2016 | 172 dni      | Remady & Manu-L                              | „L.I.F.E.”                       |
| 12.06.2017 | 126 dni      | Inna                                         | "Gimme Gimme"                    |

## Prezenterzy
Od połowy 2014 roku VIVA Polska zaprzestała realizacji polskich programów TV, w związku z tym nie pojawiały się na antenie żadne nowe audycje, w których pojawiają się prezenterzy.
- Katarzyna Kępka (2004–2014)
- Dariusz „Daro” Rusin (2002–2012)
- Małgorzata Halber (2000–2011)[13]
- Michał Marcińczyk
- Odeta Moro-Figurska (2000–2003)
- Agnieszka Sielańczyk
- Jacek Graniecki
- Paweł Kapliński
- Tomasz Kleyff
- Maciej Gnatowski
- Emilia Piotrowska
- Michał Puzio
- Magdalena Polańska
- Wit Dziki
- Michał Marciniak
- Aleksandra Kot
- Aleksander Sikora (2011–2012)
- Bilguun Ariunbaatar
- Rafał Sieraczek
- Marta Berens
- Aleks Sokołowska
- Łukasz Napora
- Jacek Zimnik
- Pola Szczepaniak
- Karol Ronczewski
- Piotr Bartosiewicz
- Maciej „Kołcz” Łuczkowski
- Ania
- Grzegorz
- Andrzej Rodzin
- Natalia Jakuła (2008–2012)
- Justyna Kozłowska (2006–2013)
- Nina Kozieradzka (2013–2014)
- Szymon Sokół (2013–2014)

## Programy muzyczne
- 10 na 10 – pasmo powstałe na 10-lecie stacji Viva Polska, które było jej podsumowaniem muzycznym. Prezentowało teledyski, które były grane w stacji od roku 2000. (2010-2012)
- 100% Dance – ogólne pasmo z najlepszymi tanecznymi utworami. (2015-2017)
- 100% Hip Hop – godzinne pasmo z polskimi i zagranicznymi utworami hip-hopowymi. Emitowane było w czwartki o godzinie 22:00 a przez ostatnie dwa miesiące jego istnienia o godzinie 23:00. Zdjęto z wyniku słabej oglądalności. (4 sierpnia 2011-24 listopada 2011)
- 100% Rock – godzinne pasmo utworów rockowych. Emitowane było we wtorki o godzinie 23:00. Zdjęte z ramówki ze względu na słabe wyniki oglądalności. (6 września 2011-27 września)
- 100% VIVA (20 marca 2011-1 lutego 2014)
- 1500STO900 – pasmo sylwestrowe, w którym piosenki wybierają widzowie w drodze głosowania.

- 12 – to dwanaście klipów różnych wykonawców, które łączy wspólny element. Na internetowy adres 12@VIVA-TV.pl widzowie mogą nadsyłać pomysły na kombinację teledysków. (2005)

- 2 Step – muzyka klubowa z wizualizacją
- 4 Girls Only – program muzyczny dla żeńskiej części widowni. (2009-2011)
- Beściaki – przeboje sprzed lat (2006)
- Bezele – program hip-hopowy powstający przy współpracy z wytwórnią Wielkie Joł (2004–2005)
- Całuśnik
- Chartsurfer – lista przebojów prezentujące klipy aktualnie na topie, pierwotnie zestawienie Top 20, potem Top 15. (2001-2012)
- Club Chart – lista 15 najnowszych klubowych hitów, na które głosują widzowie na Facebooku. (2015-2017)
- Club Charts – notowanie 10 utworów klubowych (2006-2011)[14]
- Club Rotation – program w całości poświęcony muzyce klubowej (2000-2010)
- Co? – program muzyczny prezentujący informacje o nowościach ze świata show-biznesu w Polsce. W programie m.in.: reportaże z Hollywood, relacje z pokazów mody w Paryżu i Mediolanie, jak również najbardziej szalone wydarzenia sportowe. Prowadzenie: Odeta Moro-Figurska
- Dance Night – nocny blok muzyczny z muzyką taneczną
- Disco ponad wszystko – program emitujący utwory disco polo (5 grudnia 2010-29 kwietnia 2012)
- Download Charts – lista sporządzana na podstawie sprzedaży cyfrowej w Polsce (2005-2012)
- Download Shop – W programie lista najchętniej ściąganych utworów w formacie mp3.
- Electronic Beats – pasmo z utworami z muzyki elektronicznej
- European Top 10 (2012-2013)
- Eurotop – przedstawiał utwory, które rządziły w Europie (2003-2006)
- Fast Forward
- Get the clip – interaktywna lista przebojów (2004-2005)
- Girls Charts – dziewczęca lista przebojów (do 2008)
- GTC Charts
- Hajsometr (2005-200?)
- Hell's Kitchen – program w całości poświęcony ciężkim brzmieniom
- Hip-Hop
- Hitbuster
- Hitlista – muzyczny miks. (1 lutego 2014-30 kwietnia 2014)
- Hit Maker – godzina teledysków, na które głosują widzowie za pomocą smsów (2009-2010)
- Hity Gorącego Lata (2011)
- Hop Bęc – lista przebojów z RMF Maxxx, prowadzenie: Magdalena Polańska.
- In & Out (wydania codzienne) – program o szeroko pojętym show biznesie. Prowadzenie: Justyna Kozłowska. (do 16 marca 2013)
- Kocha, nie kocha – W trakcie trwania programu, prezentującego teledyski różnych wykonawców, widzowie mogą wysyłać SMS-y na podany numer, aby dowiedzieć się, czy mają szansę na odwzajemnienie uczuć.
- Kochlik – W trakcie trwania programu, prezentującego teledyski różnych wykonawców, widzowie mogą wysyłać SMS-y, aby dowiedzieć się, jakie dziś mają powodzenie.
- Latobranie
- Mayday Poland
- Mega Top 10 – codzienne notowanie 10 utworów najchętniej oglądanych na antenie VIVY. (od 2011 do 29 kwietnia 2014)
- Melanż starter – zestawienie najgorętszych imprezowych hitów (2010-2011)
- Mózgranie – program muzyczny prezentujący najlepsze utwory z lat 70., 80. i 90. dobrane i prezentowane przez polskie i zagraniczne gwiazdy
- MTV EMA – gala rozdania nagród muzycznych.
- MTV World Stage – program prezentuje największe i najlepsze koncerty z całego świata.
- Najlepsze na domówkę – lista dwudziestu imprezowych kawałków (2011-2012)
- Net Charts – lista przebojów prezentująca utwory, które dostały najwięcej głosów na stronie internetowej VIVY (do 2012)
- Net Shop – W programie prezentowana jest lista dziesięciu najnowszych teledysków.
- Nightrider – nocne pasmo muzyczne (2000–2011)
- Niteclub – nocne pasmo muzyczne z muzyką klubową.
- Nocny Ekspres
- Nowe na VIVIE  – premiery nowych teledysków. (2005)
- O Co Kaman? – program z długą tradycją, początkowo prowadzący Dariusz Rusin komentował w nim teksty zagranicznych przebojów tłumaczone na polski, ale z czasem program ograniczył się do godzinnego bloku z tłumaczeniem przebojów na język polski (2005-2013)
- Overdrive – koncerty na żywo
- Parot – W trakcie trwania programu, prezentującego teledyski różnych wykonawców, widzowie mogą wysyłać SMS-y, aby dowiedzieć się, czy ich partnerzy idealnie do nich pasują. (2005-2013)
- Parot Extreme - Wersja programu Parot dla starszych widzów (2005-200?)
- Pepsi Faza – pasmo z muzyką trance, techno, house, electro, drum'n'bass (2000-2001)
- Personality – muzyczny życiorys wybranego przez widzów artysty (2001-2011)
- Powerlista – początkowo weekendowa lista 30 utworów (z czego Top 10 układali widzowie). Obecnie codzienne pasmo poranne. (2005-2014)
- PL Top 10 – polska lista przebojów (2005-2013)
- Planet VIVA – hity ostatnich lat. (2000-2011)
- Pobudka z VIVĄ
- Pralnia – interaktywny show z udziałem gwiazd muzyki, filmu, sportu oraz ludzi popularnych w środowisku młodzieżowym.
- Rap Fura – program hip-hopowy prowadzony przez Pezeta (2006)
- Rap Kanciapa – program poświęcony hip-hopowi (2004-?)
- Ring Charts – W programie widzowie dowiedzą się, które dzwonki można ściągnąć na telefon komórkowy i które z nich najlepiej się sprzedają.
- Ringtone Charts – lista przebojów prezentująca najpopularniejsze utwory ściągane na telefony komórkowe (2005-2012)
- Ringtone Shop – W programie widzowie dowiedzą się, które dzwonki można ściągnąć na telefon komórkowy i które z nich najlepiej się sprzedają.
- Ritmo
- Sexi VIVA (2010-2011)
- Specjalista – lista przebojów z jednego nurtu (do 10 października 2010)
- Sprawdź To – najciekawsze teledyski muzyczne gwiazd, podczas których na dole ekranu wyświetlany jest ich tekst (2009-2011)
- Starexpress – program muzyczny, prowadzony przez gwiazdy
- Star Chart – lista przebojów układana i prowadzona przez gwiazdy (2011-2012)
- Street Chats – miejska lista przebojów (2006-2011)
- Świeżunio
- Tip-top lista – lista najchętniej oglądanych teledysków na antenie. Zastąpiona w grudniu 2011 przez Mega Top 10. (2009-2011)
- Top 1 Lista – 10 przebojów, które aktualnie goszczą na pierwszym miejscu zestawień w różnych krajach świata (2009-2011)
- Top 100 – niemiecka lista przebojów z polskim lektorem (2000–2005)
- Top 10 – tematyczna lista przebojów ułożona według jednej wybranej kategorii np. w mundurze. (2012-2014)
- Top 5 Best of VIVA – notowanie 5 hitów ostatnich lat, które dominowały na szczytach list przebojów na świecie. (2011-2014)
- Tramwajowa Hip Hop Lista – hip-hopowa lista przebojów (2005-2006)
- Tramwajowa Lista
- Ty Wybierasz – tematyczne zestawienie 50 utworów, które układają widzowie na stronie internetowej. Od 2015 do 2017 stałym tematem każdego wydania była elektroniczna muzyka taneczna.(2013-2017)
- VIVA Celebrations
- VIVA Clubbing – odświeżona wersja listy Club Charts, czyli lista prezentująca teledyski muzyki klubowej (2011-2012)
- VIVA Dance – pasmo z tanecznymi utworami. (2015-2017)
- VIVA Dance Mix – nocne pasmo z tanecznymi utworami; nocne wydanie VIVA Dance. (2015-2017)
- VIVA DJ Night – program dla nocnych marków, ze specjalnym energetycznym setem DJ-skim (1 grudnia 2011-4 listopada 2012)
- VIVA Hits (2000-2002, 2009)
- VIVA Hits Polska – pasmo z polskimi utworami. Początkowo pojawiali się w nim prezenterzy, z czasem jednak wycofani. Emitowane od początku istnienia stacji, pojawiło się po raz ostatni na antenie 29 grudnia 2012 r. (2000-2012)
- VIVA Hits Club

- VIVAmat  – rozmowy z przerwami na teledyski. (2002-2007)
- VIVA Movie – program poświęcony światu kina, prowadziła Małgorzata Halber. (2000-2011)
- VIVA Night Sounds – nocna wersja pasma VIVA Sounds. (2014-2015)
- VIVA Night Spot – poradnik miłosny prowadzony przez Natalię Jakułę z przerwami na teledyski muzyczne (2009-2011)
- VIVA Party – sobotnie pasmo imprezowe. (2015)
- VIVA Polska News – 5-minutowy program z newsami muzycznymi
- VIVA Power Dance – codzienne poranne pasmo oraz wieczorne pasmo imprezowe. (2015-2017)
- VIVA Push-Up
- VIVA Rock
- VIVA Sounds – uniwersalne pasmo muzyczne. (2014-2015)
- VIVA Spot (2007-2010)
- VIVA Spot Extra (2010-2011)
- VIVA Top 5 – Top 5 utworów z Mega Top 10 (od 2011 do 29 kwietnia 2014)
- VIVA Top 10 / VIVA Top 20 / VIVA Top 50 / VIVA Top 100 – tematyczna lista przebojów prezentująca klipy z danego tematu, podsumowująca weekend tematyczny. Prezentowała 10, 20, 50 i 100 klipów w zależności od danego tematu notowania. (2010-2013)
- Voll VIVA!
- Week Top 10 – cotygodniowe notowanie 10 utworów. Prowadził Dariusz "Daro" Rusin. (20 marca 2011-1 lutego 2013)
- Wróżnik – Program interaktywny prezentujący najnowsze teledyski.
- Wzornik
- Zrywacz
- Zdradosław (2005-200?)

## Programy rozrywkowe
- 100 klipów, które wstrząsnęły Vivą! – składające się z 10 odcinków zestawienie, w którym zaproszeni do studia goście – znane postaci show biznesu – wyrażały się o różnych utworach, które zostały ponumerowane jako te, które najbardziej odmieniły muzyczny światopogląd na Vivie.

- Antytalent Show – W każdym odcinku programu bierze udział 7 uczestników, którzy muszą udowodnić przed widzami i jurorami, że posiadają talent wokalny, aktorski oraz taneczny.
- Big In America – Fani zespołu US5 mają okazję, aby nie tylko przyjrzeć się pracy pięciu utalentowanych chłopaków, ale także dowiedzieć się, jak wygląda ich życie prywatne.
- Big Time Rush
- Chaotic – reality-show z Britney Spears
- Chyba Ich Pogięło – program rozrywkowy prezentujący filmiki z internetu.
- Co na to tato?
- Cribs
- Czasy na eurasy – Autorzy programu wyruszają w podróż po Polsce w poszukiwaniu szkół, które otrzymały dotację na rozwój infrastruktury. Postarają się także dotrzeć do młodych ludzi, którzy prowadzą własną działalność.
- Date My Mom
- Droga na szczyt – Program podąża śladami obecnie największych artystów muzycznych. Gwiazdy przybliżają wydarzenia, za sprawą których stały się, tym, kim są i wyznaczają ten jeden, najważniejszy moment, który odmienił ich życie.
- Enjoy The View <3 Natalia – reality-show ukazujące codzienne życie Natalii Siwiec.
- Ex na plaży
- Excused: Odpadasz! (Excused)
- Final Fantasy Republic
- Futurama
- Fristajlo – Mieszko i Ziemowit z Grupy Operacyjnej wyszydzają absurdy otaczającej wszystkich rzeczywistości. W programie nie zabraknie dużej dawki dobrego humoru, parodii filmów, seriali oraz znanych osób.
- Happy Hours – program w ramach promocji mBanku. Prowadzący w każdym odcinku rozdaje pieniądze trzem osobom pod warunkiem, że ukończą konkurencję. (sierpień 2016-październik 2016)
- Hilary Duff: This Is Now
- Hot Or Not (2008, 2010–2012) – talent-show, w którym wyłącznie na podstawie wyglądu Viva wybierała nowych prezenterów stacji, jedyną laureatką, która została w stacji jest Natalia Jakuła, która przetrwała aż do czasu rewolucji stacji w 2012 roku.
- In & Out – cotygodniowy program o szeroko pojętym show biznesie w nowej formule (poprzednia edycja dotyczyła w większym stopniu muzyki oraz prezentowano w niej teledyski i emitowana była codziennie). Wiosenny sezon w 2013 roku prowadziła Justyna Kozłowska, a jesienią 2013 roku: Kasia Kępka, Nina Kozieradzka oraz Szymon Sokół. Wiosną 2014 roku pojawiło się kilka nowych odcinków magazynu.
- Jesteś tam, Chelsea?
- Klub niegrzecznych dziewczynek
- Kolejno odlicz, czyli VIVA 10 naj! – 10 przebojów ułożonych w specjalnych kategoriach w jedno notowanie
- Królowe hardkoru (Bad Girls Club Mexico)
- Królowie Densfloru
- Łatwa Kasa – teleturniej interaktywny (marzec 2007-grudzień 2007)
- Łowy Króla Disco – talk show, w którym Tomasz Niecik poszukiwał swojej miłości
- Miłość na bogato – pierwszy polski improwizowany serial stacji Viva, którymi bohaterami jest grupa 20-latków przeżywająca sukcesy i porażki show-bussinesu oraz ich miłośne rozterki. W rolach głównych m.in. top modelka Marcela Leszczak.
- Miłość w rytmie kasy (I Love Money)
- Moja własna gwiazda
- Moje supersłodkie urodziny – program przedstawiał przyjęcia urodzinowe bogatych 16-latków
- MTV Movie Awards – gala rozdania nagród filmowych.
- MTV Pudelek – gwiazdy polskiego show-biznesu oceniają tu wydarzenia w Polsce
- Najlepsi tancerze Ameryki
- Next
- Nieustraszeni
- Operacja: Stylówa
- Ostre gadki
- Piękna i kujon – program, w którym ładne dziewczyny związują się z brzydkimi kujonami. Zawsze w środku serii są trzy odcinki metamorfoz. W pierwszym odcinku metamorfoz przechodzi ją tylko jeden za najlepsze wykonane zadanie. W drugim metamorfozę przechodzą kujony którzy pozostali w programie. Natomiast w trzecim wszyscy ci co odpadli.
- PL Top 10 w drodze – talent show, w którym Katarzyna Kępka szukała nowych ludzi jako prezenterów w VIVIE, w trakcie były puszczane 5–10 sekundowe sample utworów notowanych na liście.
- Polowanie na faceta
- Polska Stówa – 5 chaotycznie wybranych polskich utworów, które były hitami.
- Poznaj moją rodzinkę
- Przypadek zgodny z planem
- Puk, puk, to my!
- Randka się opłaca
- Seks w wielkim mieście
- Shibuya – Karaoke show, w którym śpiewający amatorzy prezentują umiejętności wykonując hity polskie i zagraniczne. Zmagania uczestników oceniają polskie gwiazdy.
- Siostrzyczki
- Spanie z gwiazdami
- Szał Ciał
- Tipsy, lakier i łzy
- Tom kultury – codzienny informacyjno-kulturalny program Małgorzaty Halber (2005-2007)
- VIVA Comet – gala wręczenia nagród muzycznych
- VIVA Fan Number 1 – teleturniej, w którym uczestnicy walczyli o spotkanie z gwiazdką polskiego show-biznesu
- VIVA Mjuzzik Kłiiiz / VIVA Mjuzzik Kłiiiz Superstar
- VIVA na plaży
- VIVA Pudelek
- VIVA Randki / Rendez-vous – Kasia Kępka przepytywała uczestników, jaki powinien być ich wymarzony partner oraz jak na co dzień radzą sobie w relacjach damsko-męskich
- VIVA Quiz – teleturniej interaktywny (8 maja-9 czerwca 2006)
- Warsaw Shore: Ekipa z Warszawy
- Webnięci – program rozrywkowy, w którym Tede i Kędzior komentują najnowsze i najciekawsze filmiki, które udostępniane są w jednym z popularnych serwisów internetowych. (17 lipca 2012-2 listopada 2012)
- We dwoje raźniej
- Weekendowe historie – serial paradokumentalny przedstawiający historie, które przytrafiły się młodym ludziom. Z powodu niskiej oglądalności, nakręcono tylko 2 odcinki: "Majka szuka ojca dziecka" oraz "Naga sesja".
- Wojna gwiazd – program polegający na pojedynkach między 2 gwiazdami polskiego show biznesu
- W sercu Hollywood (Hollywood Heights)
- Wyścig do wybiegu
- Z kamerą u Kardashianów
- Zatańcz to! – Program taneczny, którego uczestnikami są widzowie pragnący za pomocą tańca przekazać bliskim ważną wiadomość. Na opanowanie niezbędnych kroków mają 24 godziny.

## Oglądalność
Wszyscy 4+ (dane z żółtym tłem dotyczą kanału MTV Music, który zastąpił Vivę):
|      | styczeń | luty   | marzec | kwiecień | maj    | czerwiec | lipiec | sierpień | wrzesień | październik | listopad | grudzień | cały rok |
| ---- | ------- | ------ | ------ | -------- | ------ | -------- | ------ | -------- | -------- | ----------- | -------- | -------- | -------- |
| 2020 | 0,018%  | ?      |        |          |        |          |        |          |          |             |          |          |          |
| 2019 | 0,017%  | 0,018% | 0,016% | 0,016%   | 0,019% | 0,017%   | 0,021% | 0,017%   | 0,014%   | 0,016%      |          | 0,024%   | 0,018%   |
| 2018 | 0,02%   | 0,02%  | 0,03%  | 0,02%    | 0,03%  | 0,034%   | 0,038% | 0,029%   | 0,021%   | 0,021%      | 0,027%   | 0,029%   | 0,027%   |
| 2017 | 0,10%   | 0,06%  | 0,07%  | 0,08%    | 0,08%  | 0,08%    | 0,08%  | 0,06%    | 0,04%    | 0,03%       | 0,02%    | 0,03%    | 0,05%    |
| 2016 | 0,06%   | 0,05%  | 0,06%  | 0,06%    | 0,07%  | 0,05%    | 0,06%  | 0,07%    | 0,09%    | 0,08%       | 0,07%    | 0,07%    | 0,06%    |
| 2015 | 0,10%   | 0,09%  | 0,09%  | 0,09%    | 0,09%  | 0,09%    | 0,12%  | 0,12%    | 0,10%    | 0,07%       | 0,06%    | 0,07%    | 0,09%    |
| 2014 | 0,18%   | 0,15%  | 0,14%  | 0,17%    | 0,17%  | 0,18%    | 0,17%  | 0,18%    | 0,12%    | 0,12%       | 0,10%    |          | 0,15%    |
| 2013 | 0,348%  | 0,323% | 0,223% | 0,231%   | 0,267% | 0,269%   | 0,296% | 0,288%   | 0,167%   |             |          |          | 0,24%    |
| 2012 | 0,492%  | 0,461% | 0,442% | 0,448%   | 0,458% | 0,470%   | 0,459% | 0,45%    | 0,337%   | 0,298%      | 0,252%   |          | 0,41%    |
| 2011 | 0,582%  | 0,609% | 0,544% | 0,590%   | 0,581% | 0,663%   | 0,660% | 0,67%    | 0,556%   | 0,513%      | 0,445%   |          | 0,573%   |
| 2010 | 0,586%  | 0,594% | 0,562% | 0,604%   | 0,608% | 0,608%   | 0,643% | 0,818%   | 0,640%   | 0,586%      |          |          | 0,637%   |
| 2009 | 0,60%   | 0,54%  | 0,55%  | 0,65%    | 0,69%  | 0,73%    | 0,77%  | 0,883%   | 0,662%   | 0,53%       |          |          | 0,63%    |
| 2008 | 0,49%   | 0,52%  | 0,55%  | 0,69%    | 0,67%  | 0,72%    | 0,94%  | 0,91%    | 0,73%    | 0,62%       | 0,70%    | 0,65%    | 0,67%    |
| 2007 | 0,41%   | 0,45%  | 0,45%  | 0,53%    | 0,53%  | 0,46%    | 0,61%  | 0,64%    | 0,52%    | 0,46%       | 0,49%    |          | 0,50%    |

## Logo
| Data wprowadzenia                  | Opis | Podgląd |
| 10 czerwca 2000–31 grudnia 2001    | Składało się z czterech trójkątów tworzących niebieskie kontury: żółtego wypełnionego tworzących napis VIVA.                                                                                                 |         |
| 1 stycznia 2002–30 listopada 2005  | Logo podobne do poprzedniego, tylko trzy trójkąty są wypełnione kolorem niebieskim, a do żółtego usunięto kontur.                                                                                            |         |
| 1 grudnia 2005–21 czerwca 2009     | Logo bez zmian dodano tylko do żółtego trójkąta kontury, a niebieskie trójkąty są ciemne. |         |
| 22 czerwca 2009–17 lipca 2012      | Logo zmodyfikowane z tą różnicą, że składało się z 6 kolorów (różowego, niebieskiego, zielonego, szarego, pomarańczowego i złotego), które co 20 sekund się zmieniały. Podczas reklam logo półprzezroczyste. |         |
| 17 lipca 2012–17 października 2017 | Składa się z czterech zaostrzonych trójkątów. Na ekranie logo lusterkowe, podczas reklam półprzezroczyste.                                                                                                   |         |